# Меня это не касается…
«Меня это не касается…» — советский полнометражный цветной художественный фильм, поставленный на киностудии «Ленфильм» в 1976 году режиссёром Гербертом Раппапортом.
Премьера фильма состоялась 19 декабря 1977 года.
Фильм можно рассматривать как заключительную часть трилогии Герберта Раппапорта о работе ОБХСС с Александром Збруевым в главных ролях. Однако в первых двух фильмах («Два билета на дневной сеанс» и «Круг») героя Збруева зовут Александр Алешин, а в фильме «Меня это не касается…» — Сергей Шубников.

## Сюжет
В автомобильной катастрофе погиб директор ткацкой фабрики Карташов. Обстоятельства его смерти дают основание органам внутренних дел заняться проверкой фабричной документации, для чего из Москвы под видом представителя НИИ лёгкой промышленности приезжает старший инспектор ОБХСС Шубников.

## В ролях
- Александр Збруев — старший инспектор ОБХСС Сергей Петрович Шубников
- Ирина Понаровская — Регина Михайловна Корабельникова
- Юрий Демич — Вадим, жених Регины
- Бруно Фрейндлих — Кирилл Павлович Кливенский
- Ирина Григорьева — Люся, жена Кливенского
- Борис Иванов — Николай Аркадьевич Дроздов
- Людмила Аринина — Вера Аркадьевна Дроздова
- Александр Анисимов — Семён Григорьевич Дмитрук
- Иван Дмитриев — Варенцов
- Павел Панков — Новосёлов
- Георгий Штиль — квартирный вор Эдуард Цесарский, он же Фёдор Иванович Замиралов
- Евгений Покрамович — водитель Гриша
- Михаил Постников — Карташов (роль озвучил Игорь Ефимов)
- Галина Короткевич — Карташова
- Аркадий Волгин — секретарь горкома
- Пётр Шелохонов — следователь Панкратов
- Геннадий Нилов — майор милиции Николай Сергеевич Кравченко

## Съёмочная группа
- Сценарий Эдгара Дубровского при участии Герберта Раппапорта
- Постановка Герберта Раппапорта
- Главный оператор — Александр Чиров
- Главный художник — Всеволод Улитко
- Композитор — Александр Мнацаканян